# Zaharija Gladič
Zaharija Gladič, hrvaški jezuit, pedagog, teolog in jezikoslovec, * 4. april 1673, Rijeka, † 28. julij 1742, Rijeka.
Bil je rektor Jezuitskega kolegija v Gorici (25. november 1716-17. september 1719) in v Ljubljani (24. september 1719 - 29. oktober 1722).
Poučeval pa je tudi na Dunaju, na Reki in v Trstu.